# 切拉诺丁泰尔维
切拉诺丁泰尔维（義大利語：Cerano d'Intelvi），是意大利科莫省的一个市镇。总面积5平方公里，人口560人，人口密度112.0人/平方公里（2009年）。ISTAT代码为013063。